# Knights of Saint Columbanus

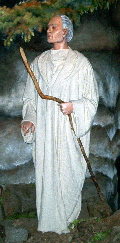
Figur des Heiligen Columban des Jüngeren

Die Knights of Saint Columbanus (deutsch: Ritter des Heiligen Columbanus) sind eine ritterliche Bruderschaft in der Römisch-katholischen Kirche. Sie wurden 1919 in Irland gegründet.

## Geschichte
Die Bruderschaft der Ritter des Heiligen Columbanus wurde 1915 vom Kanoniker James K. O’Neill (1857–1928) in Belfast gegründet. Ihr Gründer war ein besonderer Verehrer der von Papst Leo XIII. (1878–1903) veröffentlichten Sozialenzyklika Rerum novarum und er war bestrebt die sozialen Fragen praktisch anzugehen. Darüber hinaus hatte ihn die von Papst Pius X. (1903–1914) veröffentlichte Meinung zum Laienapostolat (siehe Enzyklika Il fermo proposito) und der Katholischen Aktion inspiriert. Deshalb wollte er eine entsprechende Vereinigung von Gläubigen gründen. Es begann mit Vorlesungen zur katholischen Soziallehre und schloss mit der Gründung der Knights of St. Columbanus im Jahre 1915 ab.  Das Motto der Bruderschaft lautet „Instaurare omnia in Christo“ (deutsch: Alles in Christus erneuern) und bezieht sich auf den Brief an die Epheser 4,24 .

## Organisation
Der Oberste Rat (Supreme Council) ist das Leitungsgremium der Bruderschaft und besteht aus dem Vorstand und seinen Mitgliedern. Mitglieder sind der Vorsitzende, der Exekutivrat, alle ehemaligen Vorsitzenden, die Provinzialräte und deren Stellvertreter, sowie vier Beisitzer. Der Vorstand des Obersten Rats besteht aus dem
- Vorsitzenden (Supreme Knight)
- Stellvertretenden Vorsitzenden (Deputy Supreme Knight)
- Kaplan (Supreme Chaplain)
- Schriftführer (Supreme Chancellor)
- Ersten Sekretär (Supreme Secretary)
- Justitiar (Supreme Advocate)
- Schatzmeister (Supreme Treasurer)
- Direktor (Supreme Warden) und
- Registrator (Supreme Registrar)

Die geographische Struktur der Bruderschaft ist in 12 Provinzen aufgeteilt, zu diesen gehören insgesamt 26 Ortsgruppen. Die Provinzen werden von Provinzialräten und die Ortsgruppen von Ortsräten, beide jeweils mit ihren Vorständen, geleitet. Seit März 1923 hat die Bruderschaft seinen Sitz im historischen „Ely House“ in Dublin.

## Kooperationen
Zur Erfüllung ihrer Ziele ist die Bruderschaft folgenden Verbänden beigetreten: der International Alliance of Catholic Knights und dem International Council of Catholic Men.